# Кайса Макарайнен
Кайса-Лена Макарайнен (на фински: Kaisa Leena Mäkäräinen) е финландска биатлониска. Първата финландка – световен шампион по биатлон и трикратна носителка на световната купа.

## Биография
Кайса Макарайнен е родена на 11 януари 1983 г. Нейният треньор е Jonne Kähkönen, ски треньор Jarmo Punkkinen, а треньорът ѝ по стрелба е Asko Nuutinen. Наричана е „кралицата на биатлона“. Кайса е сред най-титулуваните биатлонистки, има 77 подиума, от които 23 победи, спечелила е пет медала от Световни първенства. Има три световни купи (2010 – 11, 2013 – 14, 2017-18) и шест глобуса от отделните дисциплини в биатлона. Участва на три олимпийски игри през 2010, 2014 и 2018.

## Кариера
Макарайнен започва кариерата си като ски бегачка, именно затова е сред най-бързите биатлонистки. Започва да тренира биатлон през 2003 г. За първи път участва на СП през 2005 г. Най-силният ѝ сезон е 2010 – 2011, започва много силно в Остерсунд, като печели първата си победа. В Словения и Австрия показва силната си форма, като стъпва на подиума във всяка индивидуална дисциплина. На СП през 2011 в Русия печели златен медал в преследването с голяма преднина и става първата финландска биатлонистка със златен медал от СП. След доминацията в световната купа и СП печели и световната купа. Печели световната купа и в 2013 – 2014 сезон. Тя взима участие и в състезанията по ски бягане. От мнозина е определена като най-бързата биатлонистка, като резултатите ѝ са сравними с тези на мъжете.
- Кайса Макарайнен (води) – Контиолахти, Финландия; 12 февруари 2012.
- Кайса Макарайнен (по средата) – Световна купа в Поклюка, Словения.
- Кайса Макарайнен след спечелването на Големия кристален глобус, през сезон 2017 – 2018 (Тюмен, Русия).
- Кайса след последният старт за сезон 2017 – 2018 (Тюмен, Русия), едвам разбрала, че печели Големия кристален глобус.